# Église Sainte-Anne de Détroit
 (juillet 2025).
Si vous disposez d'ouvrages ou d'articles de référence ou si vous connaissez des sites web de qualité traitant du thème abordé ici, merci de compléter l'article en donnant les références utiles à sa vérifiabilité et en les liant à la section « Notes et références ».
Pour les articles homonymes, voir Église Sainte-Anne.
La basilique Sainte-Anne de Détroit est située au 1000, rue St. Anne à Détroit, dans le Michigan, et dessert la paroisse Sainte-Anne. Fondée par Antoine de la Mothe Cadillac et 100 colons français de Nouvelle-France le 26 juillet 1701, cette paroisse est reconnue comme la deuxième plus ancienne paroisse catholique romaine encore en activité aux États-Unis. De style néogothique, cette basilique de style cathédrale a été conçue par Albert E. French.
La basilique a acquis une reconnaissance nationale avec son inscription au Registre national des lieux historiques en 1976. Dans un honneur notable, le pape François a désigné l'église comme basilique mineure le 1er mars 2020, la marquant comme la 86e basilique mineure aux États-Unis et la troisième au Michigan.
L'entrée principale s'ouvre sur une place bordée d'arbres et pavée de briques. Les arcs-boutants de l'édifice et l'entrée principale de la façade sont gardés par quatre gargouilles. La basilique possède notamment les plus anciens vitraux de la ville de Détroit.
Une chapelle latérale attenante à la basilique abrite des reliques. Le maître-autel de l'église en pierre de 1818 est accompagné du tombeau de Gabriel Richard. Parmi les autres objets conservés dans la basilique, on trouve la balustrade de communion ornée, la statue de sainte Anne et la “Cloche Beaubien.”
En 2025, la propriété de la basilique a été transférée à The Catholic Initiative, une organisation à but non lucratif dédiée à sa restauration et à sa préservation.

## Histoire de la paroisse
Le 5 juin 1701, une flottille de 25 canots partit de Montréal, au Québec, transportant un groupe diversifié de voyageurs, dont 50 soldats, 50 artisans, 2 prêtres et l'explorateur français Antoine de la Mothe Cadillac. Leur périple les conduisit le long de la rivière des Outaouais, serpentant à travers le lac Nipissing, jusqu'à la rivière des Français, le lac Huron et le lac Sainte-Claire, avant de finalement se jeter dans la rivière Détroit. Après près de deux mois de voyage, ils arrivèrent à destination le 24 juillet, accostant au pied d'une falaise abrupte qui longeait la rivière, plus précisément à l'emplacement actuel de Hart Plaza. Perchés à une vingtaine de mètres au-dessus du niveau de la rivière, ils commencèrent la construction du Fort Pontchartrain du Détroit.
L'une des premières structures érigées par les premiers colons fut une chapelle, traditionnellement construite le 26 juillet, jour de la fête de Sainte Anne. Cette sainte revêtait une importance particulière pour les pionniers français, car ils l'avaient adoptée comme patronne. En son honneur, la rue inaugurale et principale artère de l'avant-poste fut baptisée « rue Sainte-Anne » jusqu'en 1805. Les églises successives conservèrent une présence importante sur ce site, situé juste à l'ouest des actuelles rues Jefferson et Griswold.
Parmi les deux prêtres accompagnant Cadillac, François Vaillant de Gueslis avait l'intention de se concentrer sur le travail missionnaire auprès de la population autochtone. Cependant, en raison des tensions persistantes entre Cadillac et l'ordre des Jésuites, Vaillant de Gueslis retourna bientôt à Montréal. Constantin de L'Halle, quant à lui, resta au fort Pontchartrain, en étant l'unique aumônier.
Un incendie dévastateur déclenché par les autochtones ravagea le fort le 5 octobre 1703, détruisant l'église, le presbytère et plusieurs autres bâtiments. Alimenté par des vents violents, l'incendie consuma les premiers registres de sacrements de la paroisse, laissant un vide dans son histoire. Un nouveau registre fut ouvert, la première mention du baptême de Marie-Thérèse, fille de Cadillac, le 2 février 1704. Fait remarquable, cela marqua le début d'une série ininterrompue de registres de sacrements. Malgré le dévouement de de L'Halle, il fit face à de nombreux défis, notamment la pauvreté de son église. La structure reconstruite manquait même du nécessaire, et Cadillac fit appel à son supérieur pour obtenir de l'aide, sollicitant des fonds au nom de la paroisse, soulignant ainsi la situation désastreuse.
La présence d'un seul prêtre ne suffisait pas à éduquer et à éclairer l'importante population autochtone, composée principalement d'Outaouais, de Wyandots et de Miamis, qui s'était rassemblée autour du fort. Les animosités de longue date entre les tribus dégénérèrent fréquemment en violence. En 1706, une telle escalade, opposant Miamis et Outaouais, entraîna la mort tragique de de L'Halle alors qu'il s'occupait de son jardin à l'extérieur du fort. Après la mort de de L'Halle, Cadillac revint de Québec, accompagné de Dominique de la Marche. La mission première de de la Marche était de s'occuper exclusivement des autochtones. Cependant, en raison de la vacance soudaine d'un curé, il assuma les responsabilités de de L'Halle, s'occupant également des besoins des Français.
Pour répondre au besoin constant d'un missionnaire autochtone dévoué, Chérubin Deniau arriva en 1707. Un an plus tard, alors que commençait la construction de la première église d'importance, de la Marche partit pour Québec, laissant Deniau comme pasteur. Soixante-trois colons français vivaient sous sa garde dans des maisons primitives construites avec des pieux, de la boue et du chaume. Vingt-neuf d'entre eux choisirent de cultiver des terres à l'extérieur du fort plutôt que d'occuper les petits terrains à bâtir, mesurant en moyenne 7,6 m sur 7,6 m, à l'intérieur de l'enceinte.
Le sanctuaire était orné d'un tapis vert sur lequel reposait un magnifique autel en noyer français, doté de marches et d'un tabernacle verrouillable. Au-dessus du tabernacle, une boîte pivotante drapée de velours présentait un petit crucifix en cuivre ou en laiton, qui pouvait pivoter pour révéler un ostensoir en argent. L'autel était orné de grands chandeliers en bois peint, complétés par huit bouquets de fleurs artificielles usées, disposés dans quatre pots en bois rouge les jours de fête. Deux petites crédences en noyer français, munies de petits verrous, se dressaient d'un côté, tandis qu'une magnifique image en bois doré de la Sainte Vierge Marie était suspendue derrière l'autel. Une modeste lanterne en fer blanc, suspendue au plafond, servait de lampe de sanctuaire. La construction de l'église différait de celle des autres bâtiments de la palissade. Contrairement aux structures verticales en rondins ou en pieux, l'église était construite en rondins « posés les uns sur les autres », à l'instar de l'entrepôt. Cette conception distinctive distinguait ces deux bâtiments des autres du fort.
Alors que le mandat de Deniau touchait à sa fin en 1714, il assista à la destruction dévastatrice de l'église. Cadillac avait été réaffecté au poste de gouverneur de la Louisiane, laissant un vide de pouvoir au fort. Son successeur, Charles Regnault, sieur Dubuisson, fut nommé, mais il ne possédait pas l'autorité de Cadillac, notamment auprès des autochtones. Alors que l'influence anglaise s'étendait sur le continent, menaçant de plus en plus le poste français naissant, Dubuisson prit la décision fatidique de regrouper ses forces dans une palissade raccourcie. Ce geste stratégique laissa l'église, pour la première fois, vulnérable et exposée hors de la palissade, scellant son destin fatal. Les Indiens Renards du Wisconsin représentèrent une menace redoutable pour le fort en 1712. Face à l'attaque imminente, les défenseurs prirent la décision difficile de sacrifier l'église afin de protéger le fort. Pour défendre une zone plus petite et plus sûre, les piquets furent retirés et l'église, qui aurait offert une précieuse couverture aux attaquants, fut rasée. Pendant plusieurs années après la destruction de l'église, la messe fut célébrée dans une chapelle improvisée, aménagée dans l'un des plus grands bâtiments du fort.
Entre 1715 et 1718, Hyacinthe Pelfresne fut nommé curé. Antoine Delino lui succéda, jusqu'à l'été 1722. Ce fut le début du long pastorat de Bonaventure Liénard, qui s'étendit sur plus de trois décennies jusqu'en 1754. Le mandat de Liénard fut notamment marqué par un changement important du statut canonique de la paroisse. Contrairement à ses prédécesseurs, qui avaient signé les registres en tant qu'aumôniers du fort, Liénard commença ses inscriptions en tant que « curé », marquant ainsi une évolution vers une structure paroissiale plus formelle.
La structure de l'autorité paroissiale reposait sur un ancien modèle paroissial français, la « Fabrique », importé du Québec. Ce système était composé du curé et de trois laïcs, appelés « marguilliers », qui géraient les finances. Les marguilliers percevaient les revenus, payaient les dettes et conservaient les fonds dans un coffre-fort à double serrure. Des élections annuelles avaient lieu le dernier dimanche de décembre pour élire les nouveaux marguilliers et révoquer le marguillier en chef. Ces personnes occupaient des postes importants dans la paroisse, leurs bancs surélevés témoignant de leur confiance et de leur importance. Les marguilliers jouaient un rôle important dans les processions, portant des dais lors des processions du Saint-Sacrement et recevant des cendres, des palmes et des cierges lors des fêtes particulières.
Les revenus de la paroisse provenaient des quêtes, des allocations pour des événements comme les mariages et les funérailles, et de la location des bancs. Les revenus du pasteur étaient distincts, alimentés par la dîme (1/26 de la récolte de céréales) et la quête de Noël. Pendant la période de Noël, le pasteur visitait chaque foyer pour discuter des questions temporelles et spirituelles. Le marguillier en chef le transportait, tandis qu'un autre marguillier collectait les dons. La « fabrique » se concentrait uniquement sur les questions financières et matérielles de l'Église, tandis que les aspects spirituels et liturgiques étaient régis par la tradition, la loi, la volonté du pasteur et l'autorité de l'évêque.
Les premiers habitants de Détroit assistaient fréquemment à la messe, avec initialement 34 jours de fête d'obligation. Cependant, en 1744, l'évêque de Québec réduisit ce nombre à 15. Le dimanche était le principal jour de culte et de socialisation, la communauté se réunissant pour la messe, échangeant des nouvelles et renforçant les amitiés après. Durant cette période, la croissance de Détroit stagna, et le gouvernement envisagea même, à un moment donné, d'abandonner la colonie. Cependant, la présence anglaise croissante dans la région raviva l'intérêt des Français, ravivant les passions des colons. Malheureusement, des tensions persistèrent entre les colons et les commandants successifs du fort, principalement liées à des conflits relatifs aux privilèges commerciaux. Liénard se retrouva donc de plus en plus à assumer un rôle de pacificateur, de médiateur et de défenseur de l'harmonie au sein de la communauté.
À partir de 1730, le gouvernement de la Nouvelle-France reconnut l'importance stratégique du fort dans le cadre de conflits potentiels avec l'Angleterre. Pour favoriser la croissance, il offrit des incitatifs aux immigrants et aux soldats libérés désireux de s'installer près du fort. Des proclamations, comme celle du gouverneur Galissonnière, circulèrent le long du fleuve Saint-Laurent, attirant les colons potentiels par des offres alléchantes. Après 1749, les nouveaux arrivants reçurent des concessions de terres des deux côtés de la rivière Détroit. Détroit commença alors à se transformer en une communauté agricole. Ces concessions jouèrent un rôle important dans la croissance démographique, atteignant environ 500 habitants en 1755.
Au cours de cette période, plusieurs changements notables se produisirent à Détroit. Auparavant, la paroisse célébrait son culte dans un espace temporaire au sein du fort. Cependant, avec l'arrivée de Liénard, des plans furent élaborés pour construire une église plus permanente et plus adaptée. Cette nouvelle église fut achevée en 1723, et les restes du père del Halle y furent réinhumés. Un autre développement important concernait la population autochtone à l'extérieur du fort. Après l'échec de la vision de Cadillac, la plupart des autochtones se dispersèrent progressivement, entraînant un changement dans la composition démographique de la région. En 1727, la tribu Wyandot, connue pour sa nature pacifique et ses influences chrétiennes, demanda au gouverneur d'envoyer un missionnaire jésuite pour les aider. En réponse, Armand de La Richardie fut chargé de rejoindre les Wyandot et établit sa résidence dans leur campement au sud du fort, près de l'actuelle Troisième Avenue.
En 1738, la paroisse comptait plus de 600 membres. Cependant, une guerre tribale éclata cette année-là, perturbant la mission et forçant de nombreux Wyandots à fuir vers Sandusky, dans l'Ohio. Après des efforts considérables, de La Richardie réussit à les réunir et, en 1742, les installa sur l'île Bois Blanc, où il fonda une nouvelle mission. Ce centre deviendrait le lieu du dévouement de Pierre Potier, dernier missionnaire jésuite dans l'Ouest. Arrivé en 1744, Potier passerait près de quatre décennies à exercer son ministère auprès de ce vestige résilient des missions jésuites.
Malgré le commerce florissant entre la mission et le fort, qui s'échangeait des marchandises comme le bois, le fer, les céréales et les peaux, les échanges commerciaux entre les missionnaires et les résidents français du poste semblent avoir été minimes. Il est intéressant de noter que, si le plan initial de Cadillac prévoyait l'éducation des autochtones, il semble que peu d'attention ait été accordée à l'éducation des enfants français de la colonie, hormis l'instruction religieuse. L'instruction religieuse était une responsabilité essentielle des curés. Sous le mandat de Liénard, plusieurs pétitions furent soumises à l'évêque, demandant l'envoi d'un ordre de sœurs au fort pour instruire la jeunesse et encourager les habitants à s'y établir. Malheureusement, le projet s'enlisa dans les lourdeurs administratives coloniales et ne se concrétisa jamais.
En 1760, le major Robert Rogers dirigea la prise de Détroit par les Britanniques, avec la bénédiction du marquis de Vaudreuil. La garnison française fut faite prisonnière, mais les habitants français furent autorisés à rester dans leurs fermes, à condition de prêter allégeance à la Couronne britannique. Cette transition ne fut pas sans difficultés. En 1763, Pontiac, un chef outaouais, lança la guerre de Rébellion de Pontiac tenter de s'emparer du fort dans le cadre d'une conspiration plus vaste contre les Britanniques. Bien que ses efforts aient finalement été déjoués, le siège dura de mai à octobre, le major Gladwin défendant le fort.
Le Bataille de Détroit marqua un tournant pour Bocquet et Potier. Bocquet apporta réconfort aux soldats sur le champ de bataille et espoir à ceux capturés par les Indiens. Malgré de possibles sympathies pour la cause de Pontiac, les habitants français de Détroit restèrent loyaux, liés par le serment qu'ils avaient prêté et la gentillesse avec laquelle les Britanniques les avaient traités. Pendant ce temps, Potier fit preuve d'un courage remarquable face au danger. Il réussit à dissuader les Hurons de rejoindre les forces de Pontiac en menaçant de priver ceux qui lui désobéiraient de l'office de l'Église, témoignant ainsi de son engagement indéfectible envers sa foi et ses fidèles.
Le fort devenant un carrefour pour les soldats anglais, les commerçants et les immigrants d'Irlande et d'Écosse, une atmosphère sociale et religieuse plus détendue s'installa. Ce changement introduisit de nouveaux défis pour Bocquet, qui peina à maintenir la cohésion de sa paroisse. Les mariages mixtes et l'afflux de nouvelles influences commencèrent à éroder l'unité de la congrégation. Certains paroissiens se sont installés dans des quartiers périphériques, à la recherche d'un mode de vie plus simple, ce qui a encore pesé sur la prospérité matérielle de la paroisse. L'église a commencé à se délabrer. Malgré ces difficultés, Bocquet est resté un pasteur dévoué et zélé.
En 1767, Bocquet demanda à l'évêque de diviser la paroisse, invoquant l'immensité du territoire et la croissance démographique. La demande fut acceptée le 7 août 1767. L'établissement de Potier, situé sur la rive sud de la rivière (aujourd'hui Windsor, en Ontario), connu sous le nom de « Mission Notre-Dame-de-l'Assomption parmi les Hurons de Détroit », fut officiellement érigé en paroisse Notre-Dame-de-l'Assomption. La mort subite de Potier, le 16 juillet 1781, marqua le début d'une transition. Bocquet, affaibli, fut contraint à la retraite en 1782. Il fut remplacé par Louis Payet, prêtre du diocèse de Québec. Ce dernier s'intéressait avant tout à l'œuvre missionnaire et quittait fréquemment la paroisse pour entreprendre des voyages. Durant ses absences, Jean-François Hubert, puis Pierre Fréchette, assumèrent ses fonctions. Contre toute attente, Fréchette échangea son pastorat avec Dufaux, le remplaçant de Payet. Dufaux raconta son expérience au fort, où il passa trois jours et célébra deux messes. Malgré la présence nombreuse, il reçut un accueil froid. Il constata que les résidents anglais accordaient la priorité à l'éducation, avec quatre ou cinq écoles au fort. Dépassé, Dufaux se confia à Fréchette, qui partagea ses propres difficultés et frustrations. Les deux prêtres décidèrent finalement d'échanger leurs rôles : Fréchette prit la paroisse du fort et Dufaux celle de Notre-Dame de l'Assomption.
La guerre perturba une fois de plus la paroisse, les Britanniques envoyant leurs alliés autochtones mener des raids brutaux sur le territoire de l'Ohio pendant la Guerre d'indépendance des États-Unis. L'évêque Briand émit une directive sévère interdisant aux catholiques français du diocèse de Québec de soutenir les Américains, motivée par les inquiétudes suscitées par le sentiment anticatholique dans les colonies américaines. Cependant, malgré les pressions exercées pour rester fidèles aux Britanniques, le sentiment des Français commença à évoluer. Avec l'arrivée au pouvoir des Américains, le 11 juillet 1796, l'affiliation entre l'Église du Michigan et le diocèse de Québec fut officiellement rompue.
La paroisse Notre-Dame-de-l'Assomption fut la première paroisse à se séparer de la paroisse Sainte-Anne. Cependant, les États-Unis contrôlant désormais le territoire du Michigan après la guerre d'Indépendance, elle se trouvait désormais du côté britannique de la rivière Détroit et ne faisait plus partie de l'Église du Michigan. La distinction d'être la deuxième paroisse du Michigan revient à Saint-Antoine-de-Padoue, située à environ quatre kilomètres à l'ouest de Monroe, au Michigan, le long de la rivière Raisin. Dès octobre 1788, des discussions commencèrent pour établir une paroisse afin de desservir la région en pleine expansion de Frenchtown, près de Monroe, au bord de la rivière Raisin. Dufaux porta les besoins des colons à l'attention de l'évêque, ce qui conduisit Fréchette à être chargé d'organiser la paroisse. De 1788 à 1794, Saint-Antoine fonctionna comme mission de la paroisse Sainte-Anne, et Edmund Burke finit par s'installer dans la colonie de Frenchtown. Au fil du temps, le site initial de l'église fut abandonné au profit d'un emplacement plus adapté à Monroe. Au cours des onze années de mandat des Rédemptoristes à Monroe, à partir de 1844, la paroisse fut rebaptisée paroisse Sainte-Marie de l'Immaculée Conception.
Fréchette resta à Sainte-Anne jusqu'en 1796, date à laquelle Détroit passa officiellement sous contrôle américain, comme stipulé dans le Traité de Paris de 1783. Détroit, désormais sous juridiction américaine, passa sous l'autorité épiscopale de l'évêque John Carroll de Baltimore. Ce dernier répondit en envoyant Michael Levadoux et Gabriel Richard, qui avaient fui les troubles de la Révolution française. Levadoux devint le nouveau curé, tandis que Richard arriva deux ans plus tard. Levadoux et Richard partageaient un profond respect mutuel. Leur lien était si fort qu'au départ, on craignait que Levadoux ne décline le poste de Détroit sans Richard à ses côtés, compte tenu de sa dépendance à son égard. Cependant, comme les deux prêtres ne pouvaient être détachés pour la mission de Détroit à ce moment-là, Levadoux se laissa convaincre d'assumer seul ce rôle, du moins pour le moment.
L'arrivée de Levadoux, le 14 août 1796, marqua le début d'une ère nouvelle. Alors qu'il s'installait dans ses nouvelles fonctions, il fut accueilli par un paisible village de traite des fourrures, principalement peuplé de commerçants anglais. Cependant, ses fidèles français résidaient le long des rives, vivant de la pêche, de la chasse et de l'agriculture sur d'étroites bandes de terre. Pour annoncer son arrivée, Levadoux fit sonner les cloches de Sainte-Anne le lendemain matin. Ce geste joyeux fut accueilli avec respect et bienveillance par les représentants du gouvernement, dont le colonel Hamtramck et le général Anthony Wayne, et par la paroisse. Pendant deux ans, Levadoux travailla sans relâche, sans assistant, au service des catholiques des comtés de Wayne et de Monroe, ainsi que de ceux de la paroisse Notre-Dame-de-l'Assomption, et de plus petits groupes le long des rivières Clinton et Sainte-Claire. Ses fonctions pastorales furent compliquées par l'augmentation des mariages mixtes, due en grande partie à l'arrivée de l'armée du général Wayne, qui apporta une nouvelle vague de pionniers dans la région. De plus, Levadoux dut faire face aux attaques des sympathisants conservateurs de sa paroisse, qui menaçaient la paix de la communauté. Il combattit activement ces sentiments, faisant preuve d'une loyauté indéfectible envers l'Amérique, le pays qui lui avait donné refuge. Malgré son enthousiasme, Levadoux peinait à subvenir aux besoins de sa paroisse tentaculaire. Il demanda à plusieurs reprises l'aide de l'évêque, sollicitant notamment celle de son ami Richard. Richard rejoignit Levadoux à Détroit le 3 juin 1798. À la même époque, John Dilhet arriva de Baltimore pour superviser la colonie de la rivière Raisin. Cela permit à Richard de se concentrer sur les catholiques dispersés sur un vaste territoire allant des rivières Rouge, Écorse, Huron et Raisin, et le long de la courbe de la baie Maumee au sud, jusqu'à l'Anse Creuse, la rivière Clinton, la baie Anchor, Swan Creek et les rivières Sainte-Claire et Noire au nord. Richard a établi une chapelle en rondins près de l'embouchure de la rivière Clinton en 1799. Cela a marqué la fondation de la paroisse Saint-Pierre à Mt. Clemens, Michigan, la troisième plus ancienne paroisse du Michigan.
La santé déclinante de Levadoux le força à quitter Détroit en 1802. Avant son départ, lui et Richard accueillirent Mgr Pierre Denaut, évêque de Québec, premier évêque à visiter le Michigan. En 1801, Mgr Denaut effectuait une visite dans son diocèse et, avec la permission de Mgr Carroll, se rendit à Détroit avec son secrétaire, Payet, ancien curé de Sainte-Anne. Lors de sa visite, Mgr Denaut administra le sacrement de confirmation. Selon les archives de Richard, 536 paroissiens, âgés de 12 à 80 ans, reçurent le sacrement. Il est à noter que moins de dix noms non francophones figuraient sur la liste, reflétant la prédominance francophone de la communauté.
Détroit souffrit du Grand Incendie de 1805. Richard avait déjà commencé à planifier la construction d'une nouvelle église avant même l'incendie. Initialement, la réaction à sa proposition fut très positive, mais malheureusement, de petites querelles et des jalousies firent rapidement capoter le projet, le réduisant à de simples paroles. En conséquence, seules des réparations furent entreprises sur le bâtiment existant, plutôt que la construction d'une nouvelle église. Après l'incendie, Richard mit rapidement en œuvre des mesures d'aide pour soutenir Détroit pendant la reconstruction. Un nouveau plan d'urbanisme fut proposé, qui éradiquerait le site de l'église et de son cimetière adjacent. Richard forgea la devise de la ville de Détroit : « Speramus meliora ; resurget cineribus », qui se traduit par « Nous espérons des choses meilleures ; elles renaîtront de leurs cendres.» Cette devise reflétait son optimisme et sa résilience face à l'adversité. En compensation, la paroisse se vit offrir un nouveau terrain délimité par Randolph, Larned, Bates et Cadillac Square. Bien que Richard accepte la proposition, les paroissiens s'y opposent avec véhémence, ce qui retarde considérablement la construction d'une nouvelle église jusqu'en 1818. Les services religieux furent temporairement célébrés à l'entrepôt de Meldrum, situé au pied de la rue Wayne, le long de la rive. Cet entrepôt fut l'un des rares bâtiments à avoir survécu à l'incendie dévastateur. Plus tard, Richard délocalisa ses activités religieuses et éducatives dans une ferme louée à Springwells. De ce nouveau lieu, il continua à servir sa communauté, tout en s'efforçant d'inculquer aux citoyens l'idée novatrice que l'éducation était une responsabilité collective plutôt qu'individuelle.
Richard joua un rôle crucial dans la création d'écoles à Détroit. Aux côtés de Jean Dilhet, qui l'assista de 1804 à 1805, il fonda deux établissements d'enseignement. L'une, sous la direction de Dilhet, accueillait les garçons, tandis que l'autre, dirigée par Richard, était l'Académie des Jeunes Filles. Témoignant de son dévouement pour l'éducation, Richard choisit personnellement quatre enseignantes et leur enseigna les matières et les méthodes pédagogiques. Cette initiative marqua le premier cours de formation des enseignants et la première formation en école normale dans tout le Territoire du Nord-Ouest. L'engagement de Richard envers la communauté autochtone perdura également. Après le Traité de Fort Meigs en 1817, les autochtones lui offrirent six sections de terre. Ils précisèrent que trois sections seraient destinées à « l'église Sainte-Anne de Détroit », tandis que les trois autres seraient attribuées à la nouvelle Université du Michigan. La stipulation des autochtones reflétait leur attachement à la foi catholique et leur désir d'offrir des perspectives d'éducation à leurs enfants. En 1817, les restes du cimetière d'origine furent réinhumés dans le cimetière de la nouvelle église. Des décennies plus tard, dans les années 1860, nombre de ces restes furent à nouveau transférés au cimetière Mount Elliott de Détroit.
Le 9 juin 1818, une étape importante fut franchie avec la pose de la première pierre de la septième église Sainte-Anne. Cet accomplissement fut rendu possible grâce à la vision du juge Augustus Woodward pour la nouvelle ville, inspirée du plan emblématique de L'Enfant pour Washington. Dans le cadre de ce projet, l'avenue Jefferson fut prolongée et l'église fut construite à l'angle nord-est des rues Larned et Bates. Le terrain pour l'église fut généreusement cédé par le gouverneur et les juges en échange du site initial de Sainte-Anne, au sein du fort. La cérémonie de pose de la première pierre se déroula en présence d'invités de marque, dont le gouverneur Lewis Cass et l'évêque Joseph Flaget. Deux ans plus tard, en 1820, le sous-sol de l'église fut achevé et commença à accueillir la messe. La partie supérieure de l'église fut finalement achevée en 1828 et fut inaugurée le jour de Noël. Le détournement de l'avenue Jefferson par le site initial de l'église Sainte-Anne déclencha une décennie de profond ressentiment parmi les paroissiens. Cette période tumultueuse se termina finalement par une interdiction. Richard, tenu responsable de la perte des terres d'origine en raison de son acceptation initiale du nouvel arrangement, resta calme au milieu de la tourmente, remplissant résolument son rôle de guide spirituel. Richard avait envisagé de se retirer en faveur de Dilhet. Cependant, il choisit de persévérer, se consacrant au bien-être de ses paroissiens malgré l'adversité.
À mesure que l'œuvre missionnaire de Richard progressait, plusieurs nouvelles chapelles virent le jour dans la région. L'une d'elles fut établie à Maumee Bay, jetant les bases de l'église actuelle d'Erie, dans le Michigan. De plus, un groupe d'anciens paroissiens, qui avaient auparavant plaidé pour la construction d'une nouvelle église plus près de chez eux au nord-est de Détroit, construisirent une chapelle dans ce qui est aujourd'hui Riverside Park, à l'est du pont de Belle Isle. Pendant ce temps, à Mackinac, une nouvelle structure était en construction pour remplacer l'ancienne chapelle jésuite détruite des années auparavant. Au printemps 1832, le Michigan était desservi par huit prêtres, en poste dans diverses missions et avant-postes. Cependant, la menace d'une guerre indienne planait alors que Black Hawk, le chef sauk, rassemblait des alliés près du Mississippi pour résister à l'invasion des colons. Avant que le conflit ne s'intensifie, Deuxième pandémie de choléra éclata, causant un deuil dévastateur à Détroit, provoquant une panique générale et forçant certains habitants à fuir. Richard participa aux secours en contribuant à la création d'un corps infirmier, prodiguant des soins et un soutien essentiels aux personnes touchées par l'épidémie de choléra. Ses efforts pour soigner les personnes atteintes finirent par lui coûter cher. Le 13 septembre 1832, il succomba à la maladie, devenant la dernière victime à Détroit.
Le 8 mars 1833, le Vatican établit le diocèse de Détroit et nomma Frederick Rese évêque, son trône étant situé à l'église Sainte-Anne. L'évêque Rese prit la direction du diocèse du Michigan et du Nord-Ouest, qui englobait le reste du territoire de l'ancien Territoire du Nord-Ouest après l'accession de l'Ohio, de l'Indiana et de l'Illinois au statut d'État. L'évêque Rese mobilisa des fonds auprès de sociétés missionnaires européennes pour fonder l'Académie classique Sainte-Anne dans un bâtiment nouvellement construit à côté de la cathédrale. Afin d'assurer l'éducation des filles, l'évêque Rese créa les Clarisses, premier ordre religieux féminin du diocèse, qui supervisèrent l'Académie féminine du séminaire Sainte-Claire. En 1837, le Collège Saint-Philippe fut inauguré dans un bâtiment attenant à la chapelle construite par les paroissiens rebelles après l'incendie de 1805. Le collège se trouvait au bord de la rivière, sur une ferme que l'évêque Rese avait acquise pour le diocèse en 1833. Cette propriété, connue sous le nom de Ferme de l'Église, allait plus tard être entachée d'un long litige. L'évêque Rese, confronté à des problèmes de santé, fut rappelé à Rome en avril 1837. Durant ce congé sabbatique, Badin assuma les fonctions administratives du diocèse jusqu'à la nomination de Pierre Paul Lefevere, mais il arriva avec une certaine appréhension, conscient que l'évêque Rese laissait derrière lui des problèmes non résolus. Le mandat de l'évêque Lefevere allait finalement transformer le diocèse, marquant un tournant majeur : la disparition de la cathédrale Sainte-Anne.
Entre les années 1820 et 1840, une tendance paroissiale émergea : des administrateurs laïcs exerçaient un contrôle sur les biens de l'Église et les droits de nomination, souvent en opposition directe avec leurs évêques en raison de la portée limitée de l'autorité épiscopale. Sous le pastorat de Richard, le gouvernement civil du Territoire du Nord-Ouest était composé d'un gouverneur et de trois juges. En 1807, ils adoptèrent une loi concernant les sociétés religieuses, accordant aux organisations religieuses le pouvoir de posséder et de gérer des biens. Richard déposa ensuite les statuts constitutifs de la paroisse, désignant le curé et quatre administrateurs comme membres du personnel de la corporation. En 1834, cette corporation conclut un bail perpétuel avec l'évêque, transférant le contrôle des biens paroissiaux en échange de la prise en charge par ce dernier d'obligations spécifiques. Les administrateurs de la corporation de Sainte-Anne tentèrent d'annuler le bail de 999 ans qu'ils avaient accordé au diocèse en 1834. Ils invoquèrent des conditions non remplies, notamment : le règlement de toutes les dettes de la corporation dans un délai de deux ans, l'achèvement des réparations nécessaires aux bâtiments paroissiaux, la création d'une école et d'un orphelinat, et la prestation d'un sermon en français chaque dimanche et jour de fête. L'évêque Lefevere exprima sa volonté de se conformer à ces conditions. Avec le soutien financier de sociétés missionnaires allemandes et françaises, il s'efforça d'apaiser la méfiance des opposants au contrôle épiscopal. Cependant, la création d'une école et d'une société d'orphelins s'avéra la condition la plus difficile à remplir pour l'évêque. Le 30 mai 1844, quatre Sœurs de la Charité arrivèrent à Détroit, marquant le début de leur nouvelle mission. Elles s'installèrent dans l'ancienne résidence des Clarisses et fondèrent rapidement une école en un mois. Cependant, cette expérience laissa chez l'évêque Lefevere une méfiance persistante à l'égard du système de curatelle paroissiale. Il entreprit aussitôt de planifier la construction d'une nouvelle cathédrale, libre de toute surveillance laïque. De plus, il prit des mesures décisives pour abolir complètement le système de curatelle, instaurant une politique selon laquelle l'évêque deviendrait propriétaire de tous les biens du diocèse. Cette décision, en partie en réponse aux curateurs paroissiaux, conduisit finalement l'Église à abandonner sa primauté, un statut qu'elle occupait depuis près de 150 ans. L'école Sainte-Anne conserva ses normes exceptionnelles, surpassant les autres établissements de Détroit. Sa réputation fut renforcée en 1851 par l'arrivée de quatre Frères des écoles chrétiennes qui prirent en charge les élèves masculins. À cette époque, Peter Kindekens était à la fois curé et vicaire général.
La vente par l'évêque des propriétés diocésaines réservées rapporta plus de 164 000 $ au trésor diocésain. Parmi les propriétés vendues figuraient : le bloc triangulaire entre les rues Bates et Congress et Cadillac Square, un bloc triangulaire sur Randolph Street et 12 lots sur Miami Avenue. Si cette transaction régla un problème, elle en fit également surgir un nouveau. L'évêque Borgess refusa de renoncer à ses droits au titre du bail, proposant plutôt de l'annuler si les dépenses engagées par le diocèse pendant son mandat étaient remboursées. Après une vive acrimonie, l'évêque présenta aux administrateurs une offre qu'ils ne pouvaient refuser. Malgré le compromis, les deux parties se sentirent lésées. L'évêque exprima sa position dans un message, soulignant que la propriété lui appartenait de droit. Il proposa cependant un compromis pour résoudre les différends et prévenir de nouveaux conflits. Les termes du compromis incluaient : l'église Sainte-Anne conserverait le contrôle du square, le bail serait annulé et l'évêque acquerrait le triangle et le lot Monnier. En juin 1875, la paroisse Saint-Joachim fut établie à l'est de Détroit pour desservir la population francophone croissante de la ville, composée en grande partie de nouveaux arrivants de Montréal attirés par l'industrie de la construction navale. Les nouvelles limites de la paroisse, à l'est de la rue Riopelle, englobaient les anciens paroissiens de Sainte-Anne, qui n'avaient plus droit aux avantages de la gestion immobilière de la Corporation. Des tensions surgirent lorsque la Corporation de 1880 vendit une partie de ses biens pour 100 000 $. La paroisse Saint-Joachim exigea un partage égal des recettes, soutenu par Laporte. Pendant ce temps, la moitié ouest de la paroisse Sainte-Anne, qui avait connu une croissance importante, cherchait à subvenir à ses propres besoins. Une solution proposée consistait à abandonner l'église Sainte-Anne et à répartir ses biens entre les deux paroisses. Bien que l'évêque Borgess approuvât ce projet, la Corporation s'y opposa, invoquant l'importance historique et la valeur sentimentale de l'église Sainte-Anne, érigée par Richard. On a suggéré que l'évêque avait approuvé le projet afin d'éliminer le système inhabituel de propriété foncière dans son diocèse, car il souhaitait que les biens paroissiaux lui soient dévolus. Les fortes pressions exercées par les paroisses de l'est et de l'ouest ont finalement conduit les administrateurs à vendre la place entourant l'église Sainte-Anne pour environ 200 000 $. Le produit de la vente a été réparti entre les deux paroisses, scellant ainsi le sort de l'église. Le 28 juin 1886, Peter Giroux a célébré la dernière messe. Les derniers administrateurs de la paroisse Sainte-Anne étaient Eli Barkume, Francis Xavier Monnier et Charles M. Rousseau.
La première pierre de la basilique a été posée le 28 avril 1886. Pour symboliser la continuité, la première pierre de l'ancienne église Sainte-Anne a été divisée, une moitié allant à la nouvelle église Sainte-Anne et l'autre à l'église Saint-Joachim. L'église Saint-Joachim a reçu divers objets provenant de l'ancienne église Sainte-Anne. L'église Sainte-Anne a été restaurée, notamment les autels latéraux, l'orgue, le chemin de croix, les statues du Sacré-Cœur et de la Vierge Marie, ainsi que la chaire. La nouvelle église Sainte-Anne a conservé d'importants éléments historiques : le maître-autel, la cloche Beaubien, la statue de Sainte-Anne, la table de communion et les restes de Richard.
L'évêque Borgess recherchait des prêtres francophones pour la nouvelle église Sainte-Anne et s'est tourné vers la paroisse Notre-Dame-de-l'Assomption. Il s'est notamment tourné vers les prêtres de la Congrégation de Saint-Basile, qui enseignaient dans les écoles paroissiales et possédaient les compétences linguistiques et l'expertise requises. Forts de leur vaste expérience en éducation et en pastorale, les Basiliens étaient bien placés pour répondre à l'appel de l'évêque Borgess. De plus, ils étaient déjà familiers avec les habitants de la rive américaine de la rivière Détroit.
À l'arrivée des Basiliens à la paroisse, J. B. Frachon en fut l'administrateur pendant un mois. Le 29 août 1886, Peter Grand devint curé. L'une de ses premières actions fut la fondation des Dames d'Autel, une société d'autel qui rendit de précieux services à l'église, en se concentrant sur la décoration et la propreté du sanctuaire. Sous son mandat, Détroit célébra son bicentenaire en 1901, l'église Sainte-Anne jouant un rôle de premier plan. Un programme élaboré fut organisé, comprenant : une grand-messe célébrée par l'archevêque Diomède Falconio, délégué apostolique au Canada, le 26 juillet 1901 ; la présence de hauts fonctionnaires des États-Unis et du Canada ; un sermon prononcé par l'archevêque Paul Bruchesi de Montréal ; et la présence d'autres dignitaires de l'Église au sanctuaire. Le 27 juillet 1901, l'archevêque William Elder de Cincinnati présida une messe de Requiem pontificale en l'église Sainte-Anne. L'évêque Henry Gabriels d'Ogdensburg, dans l'État de New York, prononça le sermon.
De nombreux pasteurs basiliens dévoués se sont succédé à la paroisse Sainte-Anne : Luke Renaud (qui a fait progresser la paroisse et l'école pendant ses 14 ans de mandat), John Ryan (1921-1931), M. V. Kelly (1931-1932), Luke Beuglet, Edward Allor, John Glavin, Charles Kelly, M. Stanley Lynch, Rudolph S. Dieme, Roger F. deBilly, Donald Mooney et Robert Power.
Suite au troisième concile plénier de Baltimore, la paroisse créa une école primaire et un lycée. Initialement, les écoles étaient dirigées par les Sœurs des Saints Noms de Jésus et de Marie. Nombre d'entre elles parlaient couramment l'anglais et le français. Plus tard, sous le pastorat d'Edward Allor, l'administration et la gestion du personnel des écoles furent confiées aux Institut des Sœurs de Saint Joseph de Kalamazoo, dans le Michigan.
Le XXe siècle fut marqué par une croissance industrielle rapide à Détroit, principalement due à l'essor de l'industrie automobile. Cela entraîna un afflux massif d'immigrants, transformant la démographie. La communauté francophone de la paroisse commença à décliner et à se disperser. La paroisse célébra sa dernière messe régulière avec un sermon en français en 1942. L'installation de braceros et d'ouvriers du bâtiment dans la région entraîna un accès limité à l'accompagnement spirituel. Pour répondre à ce besoin, la paroisse Holy Trinity alloua temporairement deux bancs à la communauté, James Barrett dispensant de brèves instructions en espagnol. La Ligue des femmes catholiques et les Damas Catolicas Mexicanas plaidèrent en faveur d'une messe mensuelle en hommage aux soldats hispanophones de la Seconde Guerre mondiale. John Glavin approuva cette initiative, et une chapelle restaurée accueillit la première messe en 1944. En 1946, John Collins fut chargé de servir la communauté hispanique. Plus tard, Gerald Orsini fonda la Confrérie du Tiers-Ordre de Saint-François et contribua au développement des Caballeros Catolicos, en se concentrant sur le développement spirituel, culturel, éducatif et économique. L'urbanisme et la construction d'autoroutes dégradèrent le quartier, déplaçant des familles et menaçant l'avenir de la paroisse. Malgré ces difficultés, des sympathisants se mobilisèrent pour sauver l'église historique. Les émeutes de 1967 eurent de profondes répercussions sur la paroisse, poussant de nombreuses personnes à fuir par peur. Cependant, la communauté hispanique continua de croître. Le lycée Sainte-Anne ferma ses portes en 1960 et l'école primaire Sainte-Anne en 1972.
Au XXIe siècle, la basilique a fait l'objet d'une série de travaux de restauration visant à préserver sa structure historique et à assurer la pérennité de son rôle paroissial. Au début des années 2000, la basilique a subi une usure importante due au temps et aux facteurs environnementaux, ce qui a nécessité une approche en plusieurs phases pour répondre aux besoins structurels et esthétiques. Vers 2013, l'archidiocèse a procédé à une évaluation de l'état du bâtiment, jetant ainsi les bases d'une campagne de financement lancée à la fin des années 2010 sous la direction de Charles Kosanke afin de récolter 14 millions de dollars pour des réparations extérieures et intérieures. Les premiers efforts se sont concentrés sur les infrastructures essentielles. La première phase, achevée en décembre 2023, consistait à restaurer la cloche Beaubien – silencieuse depuis plus de 25 ans – et les cloches du carillon de la tour ouest, pour un coût de 3 millions de dollars. Cette étape importante, célébrée par des messes spéciales le 10 décembre 2023, a été financée par de généreux donateurs, les ressources paroissiales étant insuffisantes à elles seules. Les phases ultérieures prévues comprenaient la réparation des façades, la restauration des fenêtres et la modernisation des systèmes de chauffage, de ventilation et de plomberie.
Le 9 mars 2025, l'archidiocèse de Détroit a annoncé un partenariat transformateur avec The Catholic Initiative, une organisation à but non lucratif créée par la Pulte Family Charitable Foundation, pour préserver et réhabiliter la basilique. Cet accord a marqué un changement important dans la gestion de l'église historique, la propriété de la basilique et de son campus étant transférée à The Catholic Initiative. L'initiative s'est engagée dans un projet de restauration de 30 millions de dollars visant à remédier à des décennies d'usure et à restaurer intégralement sa splendeur architecturale. De plus, une dotation de 20 millions de dollars a été constituée pour assurer son entretien à long terme, son soutien opérationnel et la présence d'un prêtre sur place, soulageant ainsi la paroisse du fardeau financier d'une collecte de fonds permanente. Ce partenariat a été motivé par le constat que le vieillissement des infrastructures avait engendré des coûts d'entretien insoutenables pour la paroisse, menaçant sa capacité à se concentrer sur ses actions missionnaires et communautaires. Le projet de restauration comprend des réparations essentielles au bâtiment, des améliorations au campus, telles qu'un nouveau pavillon extérieur, des allées améliorées, un aménagement paysager, un éclairage et l'ajout d'un mur de prière pour la méditation. Le Vatican a approuvé le transfert, témoignant du soutien de l'Église à cette approche innovante de préservation du patrimoine. L'archevêque Vigneron a exprimé sa gratitude à la Fondation caritative de la famille Pulte pour son implication, soulignant que cette collaboration renforcerait la mission évangélique de la paroisse tout en préservant un monument historique majeur du sud-est du Michigan.

## Référence
- (en) Cet article est partiellement ou en totalité issu de l’article de Wikipédia en anglais intitulé « Ste. Anne de Detroit Catholic Church » (voir la liste des auteurs).